# La criatura (miniserie de 2001)
La Criatura (Título original:Mermaid Chronicles Part 1: She Creature) es una película estadounidense producida para televisión estrenada en 2001 como parte de una serie de películas para Cinemax. La película fue dirigida por Sebastian Gutierrez y protagonizada por Rufus Sewell y Carla Gugino.

## Argumento
La trama inicia en Irlanda, cerca del mar vive una pareja de ancianos, sin embargo él ha ocultado durante muchos años a una sirena en un tanque dentro de su casa. Una noche su esposa determinada a asesinar a la criatura baja hasta donde se encuentra esta última, sin embargo la sirena ha escapado y asesina a la señora.
A ese pequeño poblado ha llegado un circo de ilusionistas con extrañas criaturas como zombis y sirenas, sin embargo todo es ilusión. El anciano Woolrich llega con la esperanza de ver a una sirena real sin embargo se da cuenta de que solo es una mujer con maquillaje. Ante su frustración los dueños del show, Angus y Lily, le ofrecen llevarle hasta su casa. Una vez allí el anciano les cuenta historias sobre sirenas guardianes y sobre una isla donde ellas habitan. La pareja no cree una sola palabra de lo que el anciano dice, sin embargo antes de dejarles ir los lleva hasta el tanque donde mantiene oculta a una bella sirena. La pareja queda asombrada al ver a la criatura, sin embargo a Angus le molesta que el anciano quiera mantenerla en secreto, así que esa misma noche prepara un plan con sus amigos del circo para robarse a la sirena. Sin embargo Woolrich no quiere que salga a la luz pues sabe el terrible secreto que oculta pues no es una sirena cualquiera. Al final el anciano muere y logran escapar con la sirena y zarpan en busca de otro lugar en donde puedan exhibir a la criatura y ganar mucho dinero.
Durante el viaje las cosas van bien aunque Lily siente un poco de preocupación pues sospecha que la sirena tampoco es tan inofensiva como parece a simple vista. Lily empieza a sentir mucho temor hacia la sirena especialmente porque siente como si la sirena pudiera leer su pensamiento, Angus se siente muy molesto por las premoniciones de Lily.
Una noche de luna llena el barco se aproxima a una extraña isla y Lily se da cuenta de que la sirena se ha convertido en humana, pero eso no es todo, es proceso de la transformación en un monstruo que solo aparece en luna llena. La verdad es que la sirena los ha dirigido a la isla de las sirenas donde la tripulación servirá de alimento. Sin embargo Lily, consciente de que está embarazada hace un trato con la sirena de nunca revelar la verdad a cambio de dejarlas escapar a ella y a su bebé.
Después de la tormentosa noche Lily es encontrada por un barco rescatista. Luego da a luz a una hermosa niña y decide alejarse de ese tormentoso pasado que vivió por siempre.

## Elenco
- Rufus Sewell es Angus.
- Carla Gugino es Lily.
- Jim Paddock es Capitán Dunn.
- Reno Wilson es Bailey.
- Mark Aiken es Gifford.
- Fintan McKeown es Skelly.
- Aubrey Morris es Woolrich.
- Gil Bellows es Miles.
- Rya Kihlstedt es Sirena.

## Premios y nominaciones
- Premios Saturn (Mejor presentación en televisión)
- Hollywood Makeup Artists and Hair Stylist Guild Award (Mejores efectos especiales de maquillaje)